# Pasatiempo

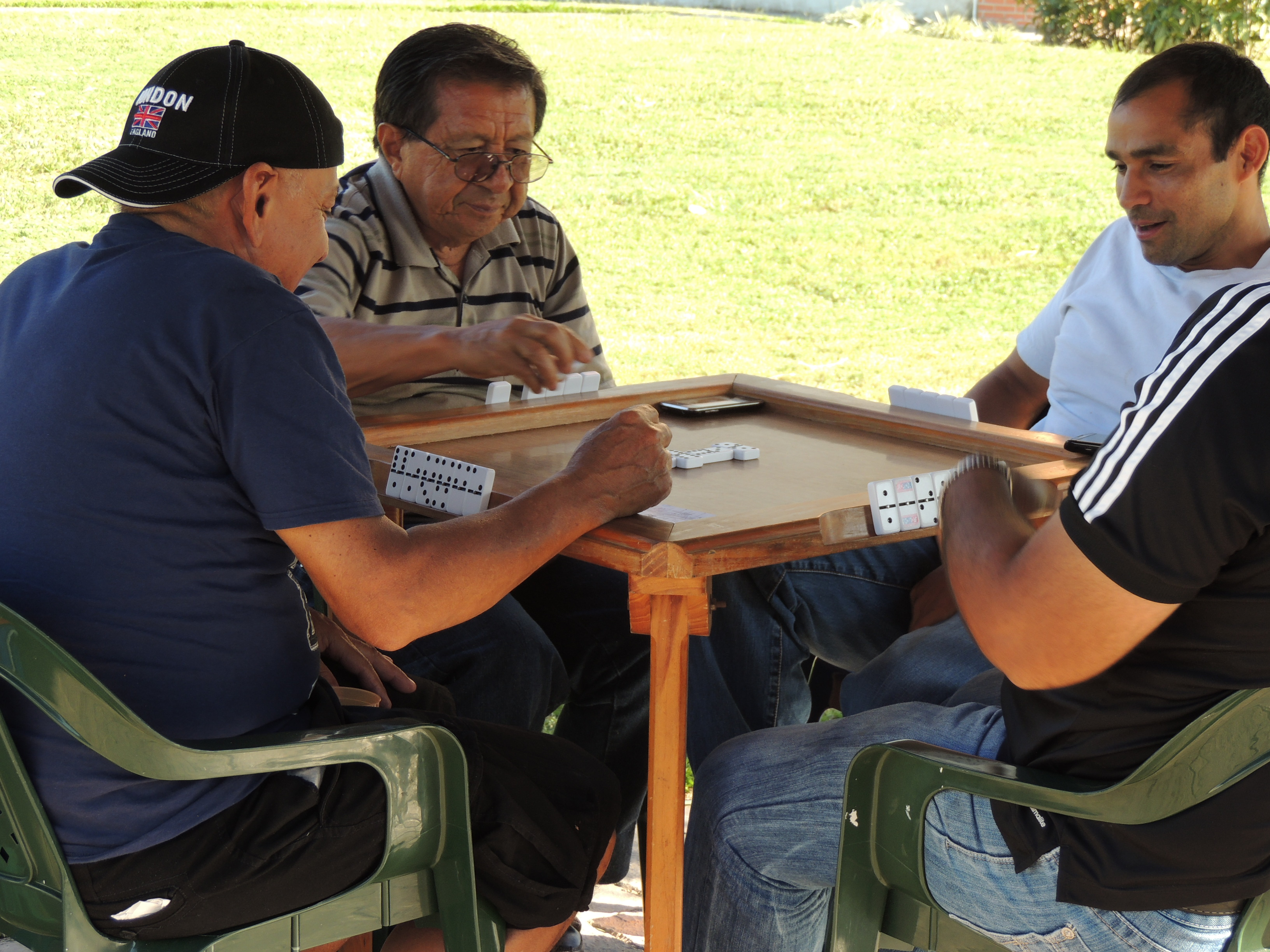
Juego de Dominó

Un pasatiempo (también jobi o hobby) es una afición que se basa en la resolución de puzles, juegos de ingenio, juegos de conocimiento del lenguaje, problemas espaciales, etc., todo ello habitual en muchos periódicos y revistas de información general. Normalmente la actividad la realiza una sola persona, si hay competición entre varias personas se habla más bien de juego. En este sentido de la palabra, se incluye o asocia a las siguientes actividades, entre otras:
- Búsqueda de errores
- Crucigrama
  - Autodefinido
  - Zetagrama
- Palabras cruzadas
- Damero
- Jeroglífico
- Laberinto
- Problema de ajedrez
- Acertijo lógico
- Rompecabezas o puzles
- Sopa de letras
- Sudoku